# Thượng Thanh Phái
Thượng Thanh Phái (上清派) là một trong những tôn giáo cổ xưa nhất của Đạo giáo Trung Hoa, được thành lập vào đời Đông Tấn. Thượng Thanh Phái (上清派) khi thành lập, họ tuyên truyền rằng Ngụy Phu Nhân (魏夫人) (tức Ngụy Hoa Tồn 魏華存) và chư Tiên đã truyền cho Dương Hi (楊羲) và Hứa Mật (許謐) bộ Thượng Thanh Chân Kinh (上清真經). Nên Dương Hi và Hứa Mật trở thành Tổ sư khai phái.
Thượng Thanh Phái cũng như tên gọi tôn thờ Tam Thanh là Nguyên Thủy Thiên Tôn - Ngọc Thanh, Linh Bảo Thiên Tôn - Thượng Thanh và Đạo Đức Thiên Tôn - Thái Thanh cũng tức là Thái Thượng Lão Quân và được cho rằng Lão Tử là giáng thân của Ngài. Thượng Thanh trước kia được cho là vị trí tôn hiệu của Hạo Thiên Ngọc Hoàng Thượng đế, nhưng đến thời Tùy - Đường thì lại đặt ra vị Thái Thượng Đại Đạo Quân thay thế vị trí ngôi Thượng Thanh, còn Ngọc Hoàng Thượng đế thì được đưa xuống đứng đầu ngôi vị Tứ Ngự nhưng có vị thế xếp dưới Tam Thanh. Sau đến đời nhà Tống lại đổi thành tôn hiệu là Linh Bảo Thiên Tôn thay cho tôn hiệu Thái Thượng Đại Đạo Quân ở vị trí ngôi Thượng Thanh. Thượng Thanh Phái tôn thờ và phát triển theo tư tưởng của Ngôi Thượng Thanh là bình đẳng, nhân ái và truyền dạy Đạo Pháp cho bất kỳ ai có lòng cầu Đạo và tôn trọng đạo, biết thuận theo Thiên Đạo mà hành Đạo, biết lấy Thiên Đạo làm lẽ sống và tu học Đạo.

## Vài Nét Tiêu Biểu Về Nguồn Gốc Và Sự Phát triển
Lục Tu Tĩnh là Tổ sư đời thứ 7 của Thượng Thanh Phái và là người đứng đầu của nhánh Nam Thiên Sư Đạo khi Thiên Sư Đạo tức Ngũ Đấu Mễ Đạo bị phân chia theo hai nhánh Nam và Bắc, nhánh Bắc Thiên Sư Đạo do Khấu Khiêm Chi đứng đầu. Vào thời nhà Tùy thì thống nhất lại Thiên Sư Đạo, đến sau thời nhà Đường thì đổi tên thành Long Hổ Tông. Đây là sự tiếp nạp và mối quan hệ giữa Thượng Thanh Phái và Thiên Sư Đạo, nhờ đó nên Thượng Thanh Phái có bước phát triển đáng kể so với trước kia.
Thượng Thanh Phái vốn được Lã Nhất Thí (nước Thục) là người sáng lập khi ta xét về lịch sử xa xưa về trước, ban đầu chỉ là môn phái chuyên về thuật Phong Thủy và Trừ Tà, sau trải qua hơn 200 năm cho đến vào khoảng thời nhà Đường thì tiếp nạp thêm thuật Phù Lục, Kỳ Binh Độn Giáp, sau lại thêm thuật Dưỡng Quỷ nhờ đó mà có nhiều bước phát triển lớn và trở thành Mao Sơn Tông cho đến ngày nay. Do đó cũng thờ thêm Lữ Đồng Tân làm tổ môn phái.
Thượng Thanh Phái đến đời Đào Hoằng Cảnh (陶弘景) là tổ sư đời thứ 9 thì lấy Mao Sơn (núi Cỏ Mao) làm nơi ẩn thân tu đắc Đạo và cũng lấy đây làm trung tâm truyền đạo, nên đổi tên gọi là Mao Sơn Tông (茅山宗). Mở ra một thời kỳ phát triển rực rỡ cho Đạo giáo Trung Hoa nói chung và Mao Sơn Tông nói riêng với nhiều thành tựu và đóng góp rất to lớn và giữ vị thế cao trong Bát Đại Huyền Môn.

## Hệ thống truyền thừa
Sơ Tổ Lập Phái Lã Nhất Thí (người Thục quốc, thời Tam Quốc).
1. Sơ Tổ Nguỵ Hoa Tồn (Nguỵ Phu Nhân).
2. Dương Hi
3. Hứa Mật
4. Tứ Tổ
5. Ngũ Tổ
6. Lục Tổ
7. Lục Tu Tĩnh (?-477), Tổ sư đời thứ 7 Thượng Thanh phái. Tổ đầu tiên của nhánh Nam Tông Thiên Sư Đạo.
8. Tôn Du Nhạc (398-489), Tổ đời thứ 8 của Thượng Thanh phái.
9. Đào Hoằng Cảnh, Tổ đời thứ 9 của Thượng Thanh phái. Tổ đời thứ nhất của Mao Sơn Tông (tên đầy đủ Thượng Thanh Mao Sơn Phái).